# Nicolae Mișu
Nicolae Mișu (* 18. Januar 1893 in Wien; † 1973 in Rumänien) war ein rumänischer Tennisspieler.

## Karriere

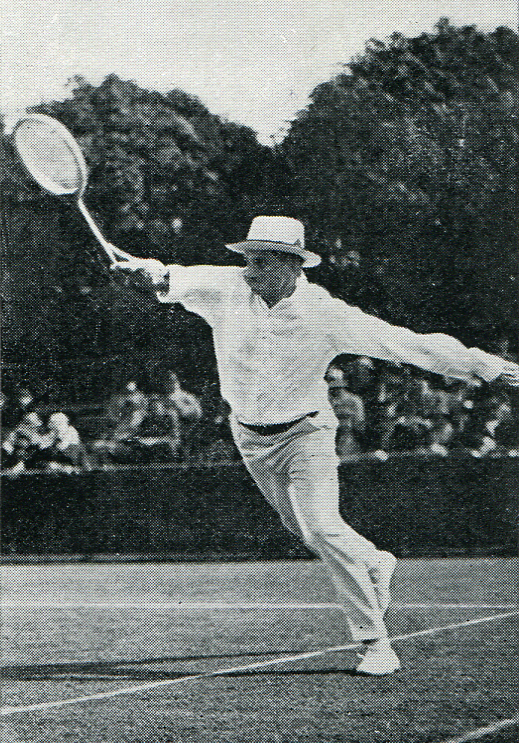
Nicolae Mișu

Mișu trat von 1919 bis 1930 bei den Wimbledon Championships an, kam jedoch nie über die dritte Runde hinaus. Bei den Internationalen französischen Meisterschaften erreichte er 1926 das Achtelfinale, in dem er sich René Lacoste in drei Sätzen geschlagen geben musste. 
In seinem erfolgreichsten Jahr, 1919, entwickelte sich Mișu zum Angstgegner von Max Décugis, den er bei drei Turnieren an der Côte d’Azur jeweils im Finale schlug.
Bei den Hallenweltmeisterschaften erreichte er in den Jahren 1919 und von 1921 bis 1923 durchgehend das Halbfinale. 1924 schied er bei den Olympischen Spielen in Paris gegen den Belgier Jean Washer bereits in der ersten Runde aus.
Von 1922 bis 1932 spielte er regelmäßig in der rumänischen Davis-Cup-Mannschaft; von insgesamt 26 Spielen konnte er sieben für sich entscheiden.

## Einzeltitel
| Nr. | Jahr | Turnier                        | Finalgegner | Ergebnis                  |
| --- | ---- | ------------------------------ | ----------- | ------------------------- |
| 1.  | 1919 | Monte Carlo                    | Max Décugis | 6:2, 6:0                  |
| 2.  | 1919 | Riviera Championships (Menton) | Max Décugis | 6:3, 6:2, 10:12, 2:6, 7:5 |
| 3.  | 1919 | Cannes                         | Max Décugis | 6:8, 6:4, 4:6, 6:3, 6:0   |
| 4.  | 1920 | Riviera Championships (Menton) | Gordon Lowe | 4:3 r.                    |